# Chonala episcopalis
Chonala episcopalis is een vlinder uit de familie van de Nymphalidae, uit de onderfamilie van de Satyrinae. De soort is voor het eerst wetenschappelijk beschreven door Charles Oberthür in een publicatie uit 1885.
De soort komt voor in China (Sichuan).